# Cricetomys
Cricetomys és un gènere de rosegadors miomorfs de la família Nesomyidae. Són nadius de l'Àfrica subsahariana. El seu nom al·ludeix a la gran grandària i a la presència de borses en la galtes. Aquestes rates estan distanciades de les veritables rates, però no obstant això són part d'antigues radiacions de Muroidea africans i de Madagascar.

## Taxononomia
- Cricetomys gambianus
- Cricetomys emini